# Distrikt Moche
Der Distrikt Moche ist einer von 11 Distrikten der Provinz Trujillo in der Region La Libertad in West-Peru.
Der Distrikt Moche wurde am 2. Januar 1853 gegründet. Der 25,25 km² große Distrikt hatte beim Zensus 2017 37.436 Einwohner. Im Jahr 1993 lag die Einwohnerzahl bei 22.020, im Jahr 2007 bei 29.727. Verwaltungssitz ist die Stadt Moche. Die Nationalstraße 1N (Panamericana) durchquert den Distrikt. Im Norden des Distrikts befinden sich die archäologischen Fundstätten Huaca del Sol („Sonnen-Tempel“) und Huaca de la Luna („Mond-Tempel“).
Der Distrikt Moche liegt südöstlich der Großstadt Trujillo. Der Fluss Río Moche fließt entlang der nordwestlichen Distriktgrenze zum Meer. Südlich der Flussmündung besitzt der Distrikt an der Pazifikküste einen etwa 5,3 km langen Abschnitt. Er reicht bis zu 7 km ins Landesinnere. Der Distrikt grenzt im Nordwesten an die Distrikte Víctor Larco Herrera und Trujillo, im Nordosten an den Distrikt Laredo sowie im Südosten an den Distrikt Salaverry.